# Lupo (consular da Campânia)
Lupo (em latim: Lupus) foi um oficial romano do século IV, ativo durante o reinado do imperador Juliano, o Apóstata (r. 361–363). Era descendente de Vírio Lupo, cônsul em 278, e filho de Vírio Lupo. Em 361/363, torna-se consular da Campânia.